# Christoph Jonas
Christoph Jonas (* um 1510 in Königsberg; † 21. Februar 1582 ebenda) war ein deutscher Rechtswissenschaftler und preußischer Politiker.

## Leben
Jonas war der Sohn des Altstädtischen Ratsherrn Nikolaus Jonas. Er hatte als Stipendiat des Herzogs Albrecht von Preußen am 22. August 1529 das Studium an der Universität Wittenberg begonnen. Hier hatte er im Wintersemester 1535 den akademischen Grad eines Magisters erworben und wurde im Sommersemester 1538 Mitglied im Senat der philosophischen Fakultät. Als deren Dekan agierte er im Wintersemester 1542/43 und unternahm 1543 eine Reise nach Italien, wo er in Rom und Padua nachzuweisen ist. In Italien traf er am 9. April 1544 Joachim Moller und erwarb dort die Doktorwürde der Rechte.
1544 erhielt er eine Professur der Rechte an der neu gegründeten Universität Königsberg und war 1548 deren Rektor. Zudem war er ab 1544 fürstlicher Rat des Herzog Albrecht.
Am 1. Februar 1554 schied er aus seinem Hochschulamt, um sich am Hof des Herzogs den politischen Fragen jener Zeit zu widmen. 1562 wurde er Vizekanzler und war in verschieden diplomatischen Aufgaben aktiv.

## Werke
- Disp. De expensis studiorum et de defensione. 1539.[1]
- Oratio de Paulo Apostolo. Wittenberg 1543